# Heydar Alíyev
Heydar Alirza oghlu Alíyev (en azerí: Heydər Əlirza oğlu Əliyev), también referido como Heydar Alíyev (en azerí: Heydər Əliyev)(Najicheván, RSS de Azerbaiyán; 10 de mayo de 1923–Cleveland, Ohio; 12 de diciembre de 2003), fue un político azerbaiyano, quien fue el presidente de Azerbaiyán por el partido Nuevo Azerbaiyán de octubre de 1993 a octubre de 2003. Desde 1969 hasta 1982, Alíyev fue también el líder de la República Socialista Soviética de Azerbaiyán, prácticamente dominando la vida política de dicha república de la Unión Soviética durante más de 30 años.

## Primeros años

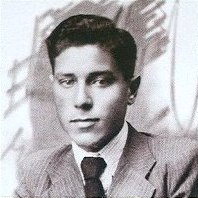
Joven Heydar Alíyev

Heydar Alíyev nació el 10 de mayo de 1923 en la ciudad de Najicheván en una familia de clase obrera, en la actual República Autónoma de Najicheván. Tenía cuatro hermanos (Hasan, Agil, Djalal, Husein) y dos hermanas (Shafiga y Sura). Después de graduarse de la Escuela Pedagógica de Najicheván, ingresó al Instituto Industrial de Azerbaiyán (en la actualidad la Academia Estatal Petrolera de Azerbaiyán), donde estudió arquitectura. Pero la guerra, que empezó no le dio la posibilidad de terminar su enseñanza. También, más tarde afirmaba haber estudiado en la Universidad Estatal de Bakú, donde habría obtenido un grado académico en historia; sin embargo, parece que en realidad asistió a la Academia de la NKVD en Leningrado.
Desde el año 1941 Heydar Alíyev ocupó el puesto del jefe del departamento del Comisariado del Pueblo de Asuntos Interiores de la República Socialista Soviética Autónoma de Najicheván y del Consejo de Comisarios del Pueblo de la República Socialista Soviética Autónoma de Najicheván y en el año 1944 fue enviado a trabajar en los órganos de seguridad estatal. En aquellos años recibió una educación especial en Leningrado (San-Petersburgo), en el año 1957 concluyó sus estudios en la Facultad de Historia de la Universidad Estatal de Azerbaiyán.

### Familia
En el año 1948, se casó con la hija del Primer Secretario del partido del Comité regional del RASS de Daguestán, Aziz Alíyev, la oftalmóloga Zarifa Alíyeva. En 1955 tuvieron una hija, Sevil, y en 1961 un hijo, Ilham. En 1985 su cónyuge Zarifá Alíyeva falleció.

## Liderazgo en la RSS de Azerbaiyán
En 1944, Alíyevse unió al Comisariado del Pueblo para la Seguridad de Estado (NKGB) de la República Socialista Soviética de Azerbaiyán. En 1954, por una reforma del gobierno, la NKGB se transformó en el Comité para la Seguridad del Estado o simplemente KGB. Alíyev ascendió rápidamente al interior de la agencia con el rango de general de división, convirtiéndose en director diputado del Comité de Seguridad Estatal (KGB) en Azerbaiyán en 1964 y en director de esta organización en 1967.
En 1969, Alíyevfue nombrado por Leonid Brézhnev para el cargo de Primer Secretario del Comité Central del PCUS azerí, en medio de una campaña gubernamental contra la corrupción, tomando el lugar de Veli Ajúndov, quien estaba siendo acusado de corrupción.

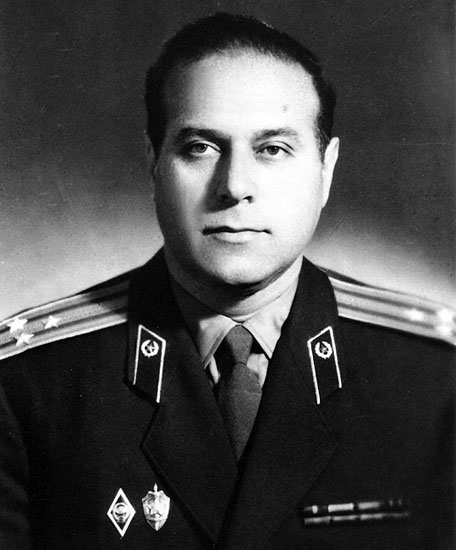
Heydar Alíyev, director diputado del Comité de Seguridad Estatal

Alíyevhizo algunos progresos en la lucha contra la corrupción, pues una serie de personas fueron sentenciadas por esta causa a prisión y, en 1975, cinco gerentes de fábricas y granjas colectivas fueron sentenciados a muerte por "corrupción mayor". A inicios de la década de 1980, Alíyevcerró la escuela de derecho a la descendencia de cierto personal legal en un supuesto esfuerzo por perpetuar a una élite basada en la corrupción.
Durante su mandato en la RSS de Azerbaiyán, Alíyevno desarrolló un compromiso hacia la modernización de las estructuras sociales, pero sus esfuerzos llevaron a incrementar considerablemente las tasas de crecimiento económico en el país. Alíyevse convirtió en uno de los líderes republicanos más exitosos, aumentando el perfil de la república menos privilegiada y promoviendo consistentemente a los azerbayanos a puestos de mando.
El 22 de noviembre de 1982, Yuri Andrópov promovió a Alíyevde miembro alterno a miembro completo del Politburó soviético y lo nombró en el puesto de primer diputado del primer ministro de la Unión Soviética. De esta manera, Alíyevconsiguió la posición más alta nunca antes alcanzada por algún azerbaiyano en la URSS. Alíyevfue forzado a renunciar a su cargo en 1987.
En octubre del año 1987, Heydar Alíyev presentó la dimisión de los puestos ocupados en señal de protesta contra la política realizada por el Comité Central del Partido Comunista de la Unión Soviética, principalmente por Mijaíl Gorbachov, Secretario General.
En lo que se refiere a la tragedia sangrienta, realizada por los ejércitos soviéticos en Bakú el 20 de enero del año 1990, Heydar Alíyev hizo una declaración al día siguiente, en la representación de Azerbaiyán en Moscú, donde exigió castigar a los organizadores y ejecutores del delito cometido contra el pueblo azerbaiyano. En señal de protesta contra la política falsa de la dirección de la URSS, con relación a la situación de conflicto (tan aguda), originada en Nagorni-Karabaj, él en julio del año 1991 abandonó las filas del Partido Comunista de la Unión Soviética. Heydar Alíyev regresó a Azerbaiyán en julio del año 1990, en un principio vivió en Bakú, después en Najcheván.

## En Najicheván
El 21 de agosto de 1990, la Presidencia del Consejo Supremo de la República Soviética Socialista de Najchivan acordó la resolución sobre la ciudadanía de la RASS de Najicheván de Heydar Alíyev. En las elecciones de 30 de septiembre de 1990, fue elegido diputado popular de la RSS de Azerbaiyán del distrito Nehram y fue elegido el diputado popular por los trabajadores de la Fábrica de Ropa de Tricó.
Majlis Supremo de la República Autónoma de Najicheván solicitó ante el Consejo Supremo de la RSS de Azerbaiyán reconocer esta bandera como símbolo del estado en todo Azerbaiyán. Uno de los asuntos discutidos durante la primera sesión del Majlis Supremo de la RA de Najicheván fue sobre la estimación de la tragedia ocurrida el 20 de enero de 1990. El 21 de noviembre de 1990, el Majlis Supremo de la RA de Nakhchivan aprobó la resolución “Sobre la estimación política de los sucesos ocurridos en enero de 1990 en Bakú” elaborada por Heydar Alíyev.
El 3 de septiembre de 1991 fue convocada la sesión extraordinaria del Majlis Supremo de la RA de Nakhchivan. En esta sesión Heydar Alíyev fue elegido unánimemente el presidente de Majlis Supremo.

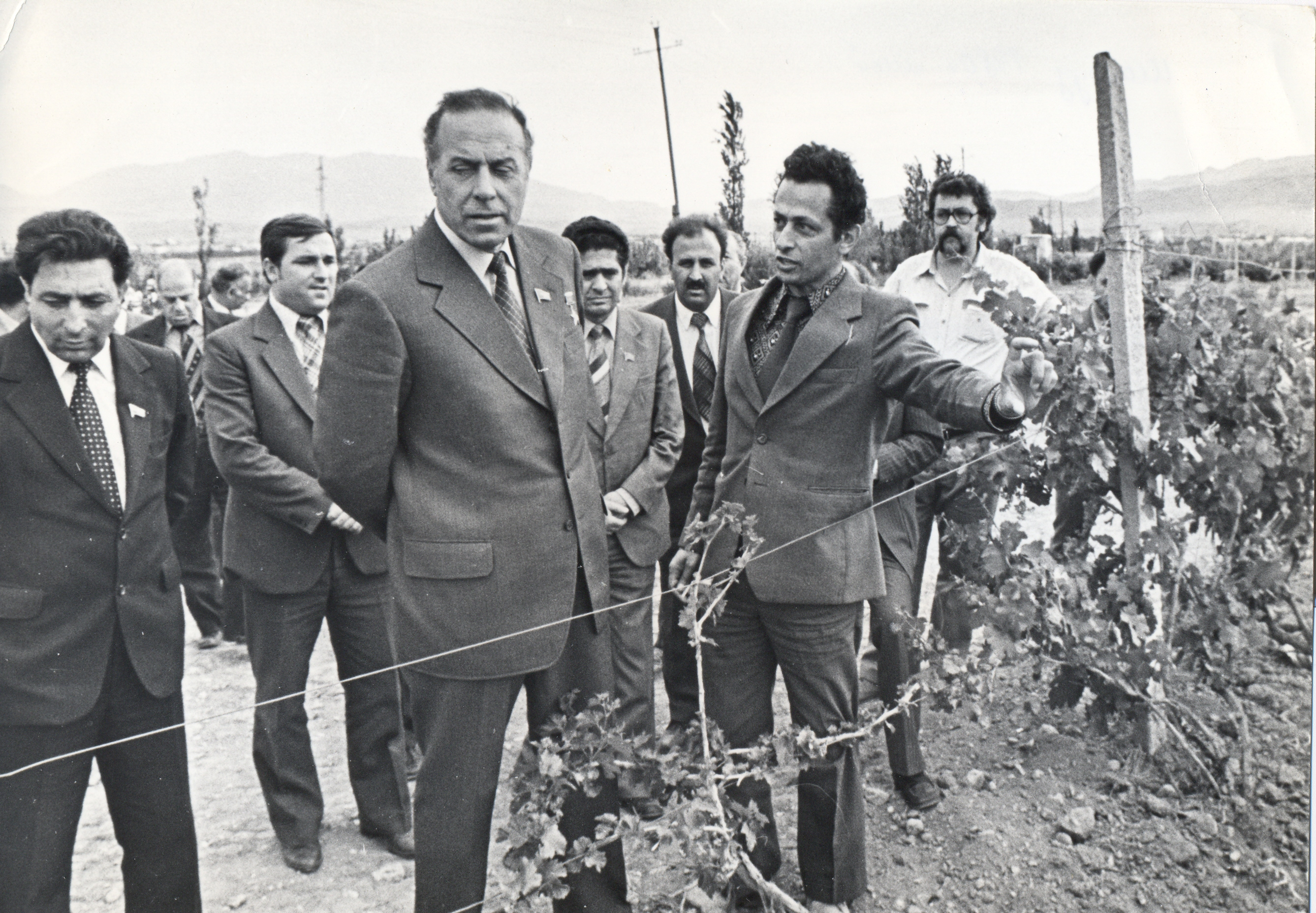
Heydar Alíyev en Najcheván

Uno de los éxitos de Heydar Alíyev durante su actividad en Najicheván fue la aprobación de la resolución sobre el día de la unidad y la solidaridad de los azerbaiyanos del mundo. El 29 de octubre de 1991 fue celebrada la ceremonia de inauguración del puente provisional en la región de Sadarak de la República Autónoma de Najicheván entre Azerbaiyán y Turquía construido en el río Araz por medio de grandes esfuerzos de H. Alíyev. El 24 de marzo de 1992, Heydar Alíyev y el primer ministro de Turquía, Suleyman Demirel, firmaron el protocolo sobre el fortalecimiento de la cooperación en la esfera de la economía, transporte y comunicaciones entre Turquía y Najicheván. El 28 de mayo de 1992 fue la inauguración del puente “Umid” en el río Araz entre Najicheván y Turquía.
La sesión extraordinaria del Consejo Supremo de Azerbaiyán adoptó una resolución sobre la aprobación de la redacción del artículo 112 de la Constitución de Azerbaiyán, en virtud de la cual el presidente de la Asamblea Suprema de Najicheván fue restablecido en el puesto de Presidente Adjunto del Consejo Supremo de Azerbaiyán. En mayo Najicheván fue el escenario de enfrentamientos entre Azerbaiyán y Armenia, cuando fuerzas armenias atacaron enclave azerbaiyano. Los combates más intensos en la región tuvieron lugar el 18 de mayo, cuando se informó de que las fuerzas de Armenia ocuparon las colinas que rodean la ciudad Sadarak. El 23 de mayo Alíyev anunció una cesación del fuego unilateral. A principios de septiembre de 1993, Heydar Alíyev, realizó una visita a Moscú, donde se reunió con el presidente Boris Yeltsin, el presidente del gobierno Víktor Chernomyrdin, el presidente del Consejo Supremo Ruslan Jasbultov, el ministro de Relaciones Exteriores, Andréi Kozyrev y el ministro de Defensa Pável Grachov. Alíyev, identificó su visita como la "corrección de los errores cometidos por la dirección anterior de la República en las relaciones con Rusia". En su visita, Alíyev abogó por la integración de Azerbaiyán en la CEI, y ya el 20 de septiembre, la Asamblea Nacional de Azerbaiyán adoptó una decisión sobre la integración de la república en CEI .
En los años 1991-1993 ocupó el cargo de presidente de la Asamblea Suprema de la República Autónoma de Najcheván, y de vicepresidente del Soviet Supremo de la República de Azerbaiyán. En el Congreso Constituyente del Partido Nuevo Azerbaiyán, celebrado en el año 1993 en la ciudad Najcheván, Heydar Alíyev fue elegido presidente del partido.
En mayo-junio del año 1993, cuando se agudizó la extrema crisis de gobierno, surgió en el país el peligro del comienzo de la guerra civil y la pérdida de la independencia, el pueblo Azerbaiyáno se levantó y exigió que Heydar Alíyev subiera al poder. Los dirigentes de entonces se vieron obligados a invitar oficialmente a Heydar Alíyev a Bakú. El 15 de junio del año 1993 Heydar Alíyev fue elegido presidente del Soviet Supremo de Azerbaiyán, el 25 de julio, según la resolución de la Asamblea Nacional, empezó a ejercer los poderes como Presidente de la República de Azerbaiyán.

## Presidente de Azerbaiyán

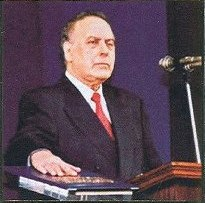
La inauguración de Alíyev, 1993

### Primer mandato
El 3 de octubre de 1993, en Azerbaiyán se celebraron las elecciones presidenciales, la victoria en las que ganó Heydar Alíyev con 98,8 % de los votos. En el momento de la llegada de Alíyev al poder la situación política interior en el país siguió siendo inestable. A finales de octubre, las fuerzas armadas de Armenia ocuparon Goradiz, y el 1 de noviembre — Zanguilán. El 11 de diciembre Alíyev sometió a la crítica pública el ejército de Azerbaiyán que permitió al enemigo ocupar una gran parte de Nagorno Karabaj. En febrero de 1994, las tropas de Azerbaiyán ocuparon Goradiz y una parte de la región de Fizuli. El 5 de mayo, con la mediación del grupo de los estados de la CEI parlamentarias de Azerbaiyán, Armenia y República de Nagorno Karabaj firmaron el protocolo de Biskek a que cese el fuego en la noche del 8 al 9 de mayo de 1994. En 1994, el primer ministro Surat Huseynov intentó un golpe militar contra Alíyev, pero fue detenido y acusado de traición.
Durante su visita a Bruselas el 4 de mayo del año 1994 el presidente de la República de Azerbaiyán Heydar Alíyev firmó el acuerdo de "La colaboración en nombre de la paz", que estaba previsto la colaboración de la OTAN con las repúblicas de la ex Unión Soviética. Durante esta visita fue expresado el pensamiento que este programa podía ejercer la influencia grande en el arreglo de los conflictos armados y el logro de la paz.
Heydar Alíyev inició negociaciones con las compañías occidentales sobre el desarrollo de los yacimientos petroleros en Azerbaiyán.
El 20 de septiembre de 1994, el Gobierno de Azerbaiyán concertó un Contrato del siglo. El contrato sobre la extracción y la división de productos de los yacimientos “Azeri”, “Chirag”, “Guneshli” de 400 páginas fue compuesto en 4 lenguas. En el “contrato del siglo” participaron ocho países (Azerbaiyán, EE. UU., Gran Bretaña, Rusia, Turquía, Japón, Arabia Saudita, Noruega) 13 empresas (Amoco, BP, MacDermott, Yunokal, CEPRA, Lucoil, Statoil, Ecson, compañías de Turquía, Penzoil, Itochu, Remco, Delta) para el gran desarrollo de los yacimientos de "Azeri-Chirag-Guneshli" en el sector azerbaiyano del Mar Caspio. En diciembre de 1994 “Contrato de siglo” fue aprobado en el parlamento de Azerbaiyán. Después de que el presidente de la República Azerbaiyana suscribió el decreto este contrato entró en vigor como la ley.
El 29 de septiembre de 1994, Heydar Alíev en su intervención en la sesión de la Asamblea General de la ONU caracterizó del siguiente modo la política de Azerbaiyán en relación con la ONU:

"En general la República de Azerbaiyán estima con optimismo las perspectivas de la ONU para el futuro, y está decidida a continuar defendiendo los altos principios de la Organización de las Naciones Unidas y aumentar su autoridad y eficacia."

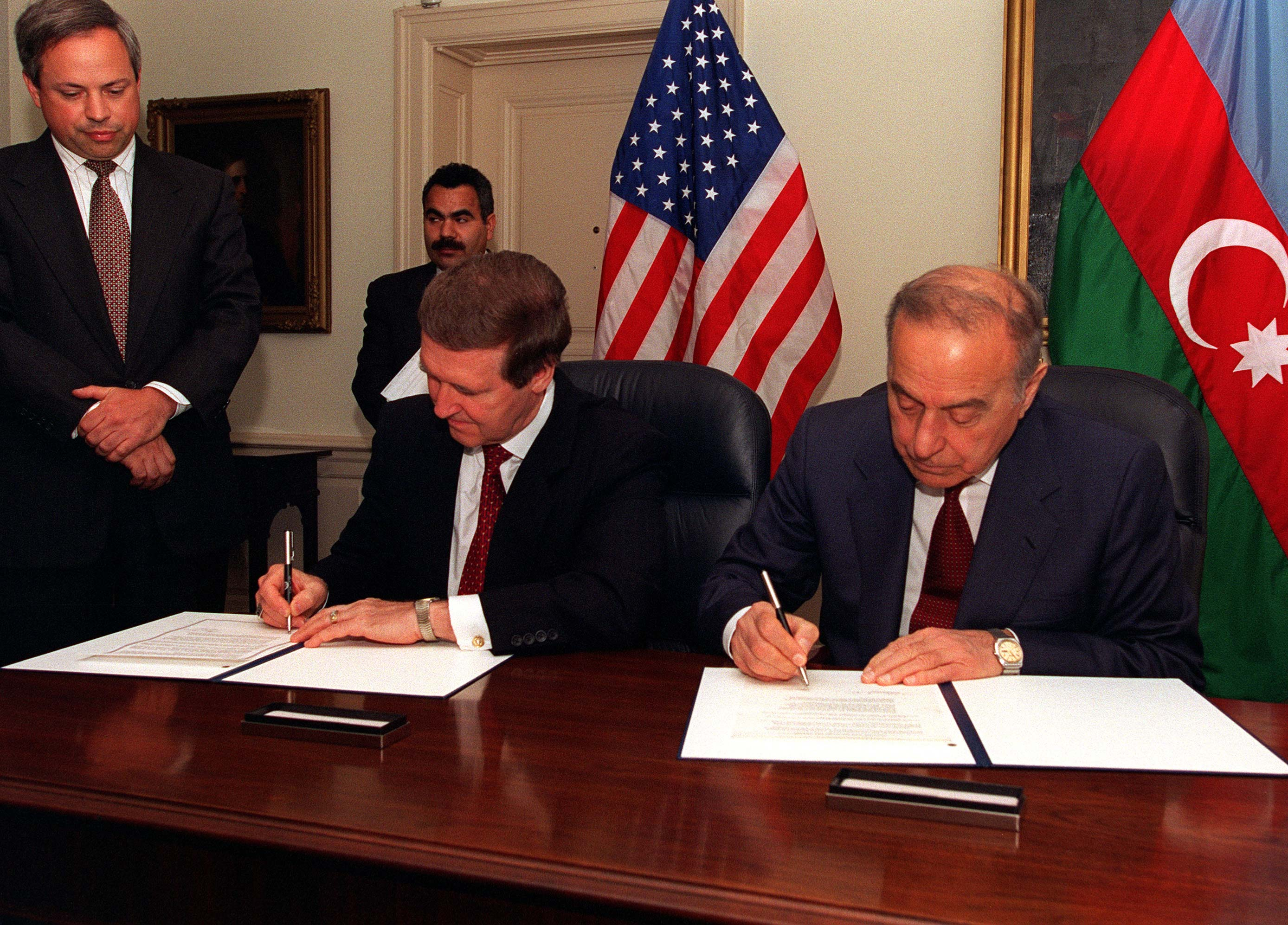
Secretario de la Defensa William S. Cohen y el presidente Heydar Alíyev

En la celebrada el 12 de noviembre de 1995 en el referéndum popular fue aprobada la nueva Constitución de Azerbaiyán. En febrero de 1998, en el país se abolió la pena de muerte.
Heydar Alíyev en abril del año 1996 durante su visita a Bruselas para concluir el contracto sobre la cooperación con la Unión Europea se encontró con el Secretario general de la OTAN Javier Solana. Durante este encuentro Solana elogió la actividad de Heydar Alíyev en el reforzamiento de la independencia y el sistema estatal de Azerbaiyán. Él dijo también que la firma el acuerdo de colaboración entre tres repúblicas del Cáucaso del Sur y la Unión Europea era un paso muy importante.
"El acuerdo de la colaboración y la cooperación" firmado durante esta visita fue una acta importante en las relaciones entre la UE y Azerbaiyán. El Presidente Heydar Alíyev ha caracterizado este acuerdo que entró en vigor en el año 1999 y ofrece un fundamento jurídico y normativo de las relaciones recíprocas, como "un hecho histórico que tiene una importancia grande para el Estado de Azerbaiyán. Este acuerdo fue dirigido al desarrollo de las relaciones recíprocas en diferentes esferas de la sociedad - en la esfera política, económica, cultural, social. Según la orden del Presidente de la República de Azerbaiyán del 23 de noviembre de 1999 fue creada una comisión estatal para cumplir las tareas de este acuerdo, preparar y realizar las medidas determinadas para ampliar y arreglar las relaciones con la UE.
Las órdenes de Heydar Alíyev firmadas el 8 de julio de 1996 "Sobre las medidas de la realización de los programas de la cooperación entre la República de Azerbaiyán y el Consejo de Europa", el 20 de enero de 1998 "Sobre las medidas en la esfera de la intensificación de la cooperación entre la República de Azerbaiyán y el Consejo de Europa", el 14 de mayo de 1999 "Sobre las medidas de la intensificación de la cooperación entre la República de Azerbaiyán y el Consejo de Europa y sobre la defensa de los intereses de la República de Azerbaiyán en Europa" crearon las condiciones para intensificar los esfuerzos para el ingreso de nuestro país en el Consejo de Europa y para la actividad orientada hacia un objetivo.
Desde el 28 de junio de 1996 la participación de la República de Azerbaiyán en el Consejo de Europa en calidad de la invitada especial ha dado la posibilidad de crear un mecanismo capaz de elevar nuestra legislación al nivel de los estándares de Europa.En noviembre del año 1997 el presidente de la República de Azerbaiyán Heydar Alíyev dio la orden " Sobre las medidas del reforzamiento de la colaboración entre la OTAN y la República de Azerbaiyán". Según esta orden fue creada una comisión de la cooperación con la OTAN junto al Presidente de la República de Azerbaiyán. Esta comisión prevé la coordinación de la actividad de los ministerios correspondientes para la preparación del programa único en el marco de "La colaboración en nombre de la paz" . En aquello año en la sede de la OTAN en Bruselas empezó a funcionar la representación de Azerbaiyán.

### Segundo mandato
El 1 de octubre de 1998, Heydar Alíyev, con 76,1% de los votos fue reelegido en la presidencia del país.
En el decreto del líder nacional Heydar Alíyev "Sobre las medidas de asegurar los derechos y libertades de la persona y el ciudadano" firmado el 22 de febrero de 1998 con el fin de desarrollar la democracia, fueron determinadas y elevadas al nivel nacional las direcciones y la concepción de las medidas realizadas en la esfera de los derechos humanos. En el "Programa estatal sobre la defensa de los derechos humanos", firmado después de esto, fueron previstos en la correspondencia con el nivel concreto del desarrollo de Azerbaiyán el aumento de la eficiencia de las medidas realizadas en la esfera de la defensa de los derechos humanos, la creación del Instituto de investigación científica, el perfeccionamiento de los mecanismos jurídicos, el desarrollo de la cooperación con las organizaciones internacionales, la capacitación de cuadros, el cumplimiento de las obligaciones y otras tareas.
El 20 de febrero de 1999, con el propósito de desarrollar el sistema de educación militar en la República de Azerbaiyán, el presidente Heydar Alíyev firmó el decreto para establecer la academia militar.
En mayo de 2002, Heydar Alíev dio órdenes para que se materializaran las resoluciones de la Asamblea General de la ONU 1368, 1373, 1377, dirigidas a la lucha contra el terrorismo.
En las elecciones que se celebraron el 15 de octubre del año 2003 Heydar Alíyev asintió a presentar su candidatura, pero después se negó a tomar parte en las elecciones por complicaciones en su estado de salud.

### Política exterior
Durante la administración de Alíyev, se reequilibró la política exterior de Azerbaiyán. Se profundizaron las relaciones bilaterales entre Azerbaiyán y otros países, así como la cooperación con organizaciones internacionales. 

#### Relaciones con las Naciones Unidas
Durante la presidencia de Alíyev, Azerbaiyán comenzó a participar activamente en organizaciones internacionales como la Organización de las Naciones Unidas. Alíyev asistió a la 49.ª sesión de la Asamblea General de la ONU en 1994 y a la sesión especial de la AG de la ONU dedicada al 50.º aniversario de las Naciones Unidas en octubre de 1995. Recibió al exsecretario general de la ONU Butros Buutros-Ghali en octubre de 1994 en Bakú. Alíyev se reunió con el secretario general Kofi Annan durante su viaje a Estados Unidos en julio de 1997. Alíyev se dirigió a la Cumbre del Milenio de la ONU celebrada en septiembre de 2000, donde habló sobre la invasión armenia de Nagorno-Karabaj y las regiones adyacentes, y mencionó las resoluciones de la ONU 822, 853, 874, 884, que exigía la retirada incondicional de las fuerzas armadas armenias de los territorios azerbaiyanos ocupados. Después de los ataques del 11 de septiembre, Azerbaiyán se unió a la coalición antiterrorista de la ONU y cooperó con la Oficina del Comité de Sanciones y Contra el Terrorismo del Consejo de Seguridad de la ONU. En octubre de 2001, Azerbaiyán se adhirió al Convenio internacional para la Represión de la Financiación del Terrorismo adoptado por el CS de la ONU en 1999.

## Enfermedad y muerte
En 1999 Alíyev sufrió un ataque al corazón, y le hicieron una cirugía en Estados Unidos. El 21 de abril de 2003, Heydar Alíyev pronunció un discurso en la sesión solemne en el Palacio de la República, sobre el 30 aniversario de la fundación de la escuela militar de nombre Camshid Najichevaní. Aquí sufrió un colapso. El 6 de agosto en avión del Ministerio de Emergencias de Rusia, el presidente fue entregado en Cleveland (Ohio, EE. UU.). Heydar Alíyev murió el 12 de diciembre en el Hospital de Cleveland en los Estados Unidos. Heydar Alíyev fue enterrado el 15 de diciembre en la Avenida de honor en Bakú junto a la tumba de su esposa. Le sucedió su hijo, Ilham Alíyev.

## Perpetuación de memoria
En todas las ciudades de Azerbaiyán avenidas centrales, calles, numerosos monumentos en diferentes partes del país tienen el nombre de Heydar Alíyev. Según datos oficiales, en el país existen alrededor de 60 museos y centros de Heydar Alíyev.

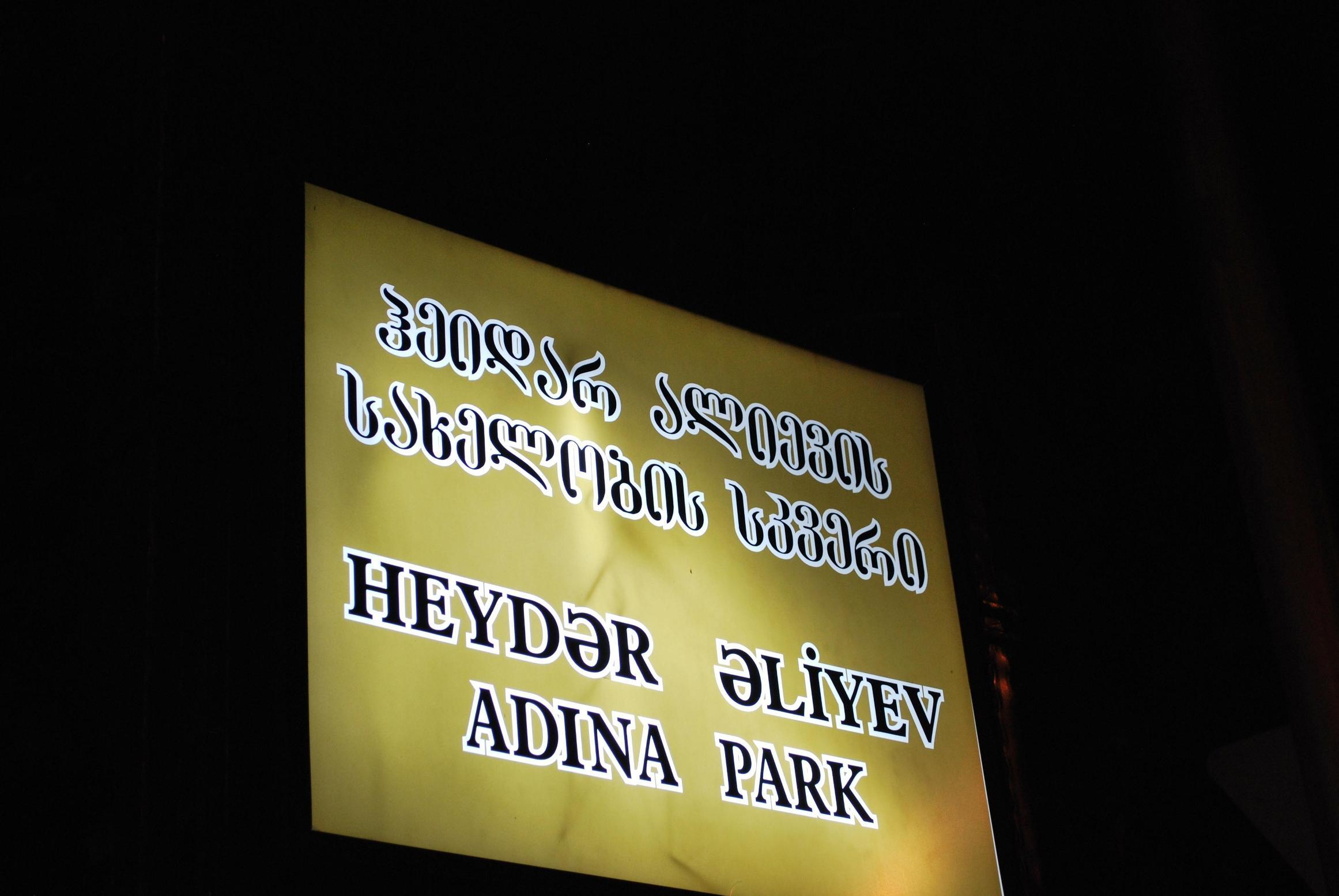
El parque Heydar Alíyev en Tiflis

### Lugares y monumentos en honor de Heydar Alíyev
- La colina Heydarabad en la región Sadarak de Najicheván;
- El Aeropuerto Internacional Heydar Alíyev en Bakú;[26]
- Plaza de Heydar Alíyev en Ulyanovsk;
- Orden Heydar Alíyev
- El teatro estatal de Azerbaiyán Heydar Alíyev en Tbilisi;
- El prospecto en Bakú y otras ciudades de Azerbaiyán, así como en Amán (Jordania);
- La calle en Ankara (Turquía), Astaná (Kazajistán) y Malgobek (Ingushetia, Rusia);
- Parques en Bakú y otras ciudades de Azerbaiyán, así como en las ciudades turcas Ankara, Kartepe y Estambul, Bucarest (Rumania);
- El monumento en SerbiaPaseo en Hadera (Israel);

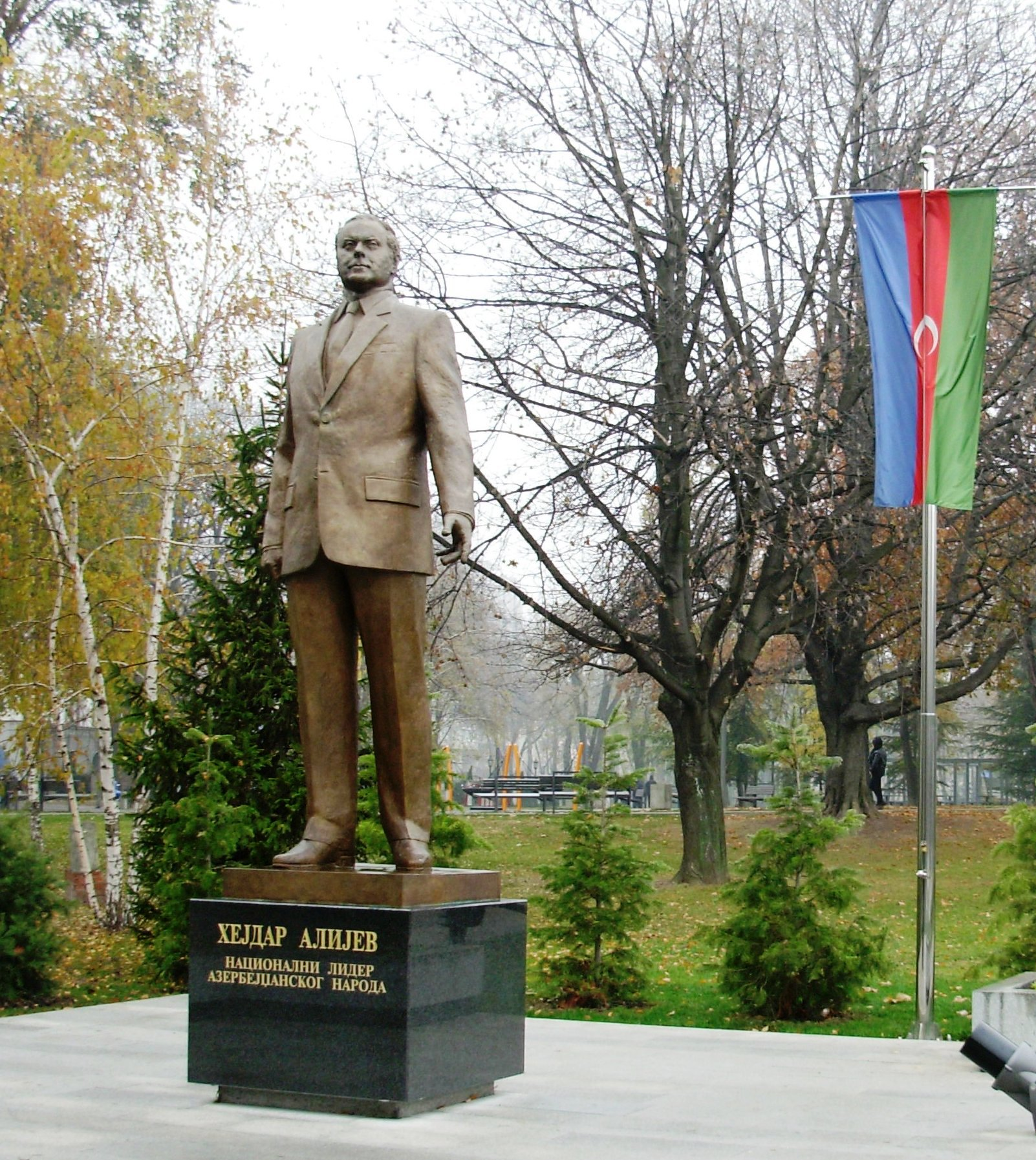
El monumento en Serbia

- Squares de Heydar Alíyev en Tbilisi, Kiev, Astracán;
- El puente en Tarsus (Turquía);
- La sala de conciertos, la Academia del Ministerio de Seguridad Nacional, la plataforma de perforación, la cima de la montaña Bashdag;
- Complejo Deportivo y de Conciertos Heydər Əliyev;
- Centro Heydar Alíyev;[27]
- Fundación Heydar Alíyev - una organización social y pública de Azerbaiyán;[28]
- Estación de Heydar Alíyev, en la Angoya (Buriatia);
- Refinería de petróleo en Bakú;
- Oleoducto Bakú-Tiflis-Ceyhan;
- El liceo en Igdir (Turquía);
- Las escuelas secundarias en Ankara y Astrakán;
- El instituto internacional de ciencias sociales en Kiev (entra en la Academia Interregional de la Administración de Personal);[29]
- El museo en la Universidad Nacional de Eurasia L.N.Gumilev (Kazajistán);
- El 14 de junio de 2005, en San Petersburgo, en la calle Gorojovaya, se inauguró una placa conmemorativa en honor de Heydar Alíyev. En esta casa en 1949-1950 años estudió en la escuela superior del Ministerio de Seguridad Pública de URSS. El derecho de abrir la placa conmemorativa tuvo al presidente de la República de Azerbaiyán Ilham Alíyev y el vicegobernador de San Petersburgo, Sergei Tarasov;
- La mezquita de Heydar Alíyev en Bakú.
- La estatua de Alíyev en la Ciudad de México.

### Películas
En el 2003, al 80 aniversario en Azerbaiyán se transmitieron dos películas sobre Heydar Alíyev — "Etiqueta Negra" de V. Mustafayev (protagonizada por Tadeush Juk) y "El momento de la Verdad" de R.FatAlíyev (protagonizada por Alexandr Baluev).

## Órdenes y medallas

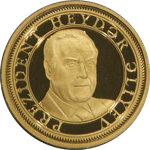
El orden del oro de Heydar Alíyev

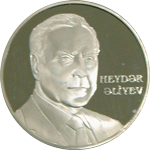
El orden del plata de Heydar Alíyev

### En la URSS
- Medalla de la victoria sobre Alemania en la Gran Guerra Patriótica 1941-1945;
- Medalla de los Trabajos Distinguidos en la Gran Guerra Patriótica 1941-1945, 1949;[30]
- Orden de la Estrella Roja, 1962;
- El 50.º aniversario de las Fueras Fronterizas de la URSS, 1970;
- Medalla Conmemorativa por el Centenario del Natalicio de Lenin, 1970;
- Medalla del 30º Aniversario del Ejército y la Armada Soviéticos, 1975;
- Orden de Lenin, cinco veces: 1971, 1973, 1976, 1979 y 1983;
- Orden de la Revolución de Octubre(1982);[31]
- Orden de la Guerra Patria, 1985;
- Héroe del Trabajo Socialista, dos veces: 1979 y 1983;
- Medalla conmemorativa de "50 años del policía soviética", 1967;[32]
- Medalla conmemorativa de "40 años de las Fuerzas Armadas de la URSS", 1957;[33]
- Medalla conmemorativa de "50 años de las Fuerzas Armadas de la URSS";[34]
- Medalla conmemorativa de "60 años de las Fuerzas Armadas de la URSS", 1998;[35]
- Medalla conmemorativa de "70 años las Fuerzas Armadas de la URSS", 1988;
- Medalla conmemorativa de "20 años de la Victoria en la Gran Guerra Patriótica de 1941-1945", 1965;
- Medalla "En memoria de 1500 aniversario de Kiev", 1987;

### Período de la independencia
- La medalla "100 años del nacimiento de Jorge Dimitrov", 1982;
- Georgia- Doctor emérito de la Universidad Estatal de Tbilisi, 1996;[36]
- Miembro de honor de la Asociación Houston-Bakú , 1997;
- Ucrania-Huésped emérito de la ciudad Kiev-1997;
- Turquía-Premio de Estadista genial de la sociedad de "Mujeres Trabajadoras de Ankara", 1998;
- Turquía-Premio de Estadista genial de la sociedad de "Mujeres Trabajadoras de Ankara", 2000;
- Turquía-El Sabio de la sociedad de "Mujeres Trabajadoras de Ankara", 2001;
- Turquía-Premio de Estadista genial de la sociedad de "Mujeres Trabajadoras de Ankara", 2002;
- Rusia-Orden de San Andrés(10 de mayo de 2003) Para su gran contribución al fortalecimiento de la amistad y la cooperación entre Rusia y Azerbaiyán;[37]
- Ucrania-Orden del Príncipe Yaroslav el Sabio,el 1 grado, el 20 de mayo de 1997- por su destacada contribución al desarrollo de la cooperación entre Ucrania y la República de Azerbaiyán y el fortalecimiento de la amistad entre la población ucraniana y azerbaiyana;[37][38]
- Turquía- Premio Ataturk por la paz;
- Georgia- Orden de Vellocino de Oro;
- Turquía- Premio "Estadista del año" de la Fundación de empresarios y hombres de negocios turcos, 1998;
- Turquía- Premio "Estadista del año" de la Fundación de empresarios y hombres de negocios turcos, 1999;[39]
- Turquía- Premio del Exito de la Fundación de empresarios y hombres de negocios turcos, 2002;
- Turquía- Doctor emérito de la Universidad Hecattepe de Ankara, 1994;
- Azerbaiyán-Doctor emérito de la Universidad Estatal de Bakú, 2000;
- Rusia- Profesor emérito de la Universidad Estatal de Moscú, 2002;
- EU- Ciudadano honorífico de Texas, 1997;
- Azerbaiyán- Premio "Hombre del año", 2002, 2003;
- Francia- Gran Cruz de Legión de Honor, 2003;
- Orden de Shayj al-islam, (después de la muerte), 2005[40][41]

| Predecesor: Abulfaz Elchibey | Presidente de la República de Azerbaiyán 1993 – 2003 | Sucesor: Ilham Alíyev |